# Benito Perojo
Benito Perojo González (Madrid, 14 giugno 1894 – Madrid, 11 novembre 1974) è stato un regista e produttore cinematografico spagnolo.

## Biografia
Figlio del giornalista e politico di origine cubana, José del Perojo y Figueras (1850–1908), e di sua moglie, Ana María de la Cortina Fuentes (1871–1954),  si laurea a Londra in ingegneria elettrica ed entra in contatto con le nuove tecnologie che poi utilizzerà nei suoi film.
I suoi primi lavori risalgono all'inizio degli anni '10, ma è nel 1915 che ottiene il primo grande successo come attore interpretando "Peladilla", un personaggio comico, imitazione di Charlot, protagonista di diversi cortometraggi.
I suoi maggiori successi da regista furono La bodega (1930), Susana tiene un secreto (1933) con la simpaticissma Rosita Dìaz Gimeno, L'uomo nero dall'anima bianca (1934), La verbena de la Paloma (1935), Goyescas (1942) e La copla de la Dolores (1947), con cui ha partecipato al Festival di Cannes.
Nel 1948 Perojo fonda una casa di produzione, e abbandona il ruolo di regista per dedicarsi completamente alla produzione.
Tra gli altri ha prodotto Pane, amore e Andalusia (Pan, amor y... Andalucía) per la regia di Javier Setó sotto la supervisione di Vittorio De Sica che, oltre ad esserne l'interprete principale, ha anche coprodotto il film. È l'ultimo episodio della tetralogia "Pane, amore e...". I primi sono: Pane, amore e fantasia, Pane, amore e gelosia e Pane, amore e....

## Filmografia parziale

### Regista
- La bodega (1930)
- Niebla (1932)
- Susana tiene un secreto (1933)
- Se ha fugado un preso (1934)
- L'uomo nero dall'anima bianca (El negro que tenía el alma blanca) (1934)
- La verbena de la Paloma (1935)
- La luce che torna (Marianela) (1940)
- Ultima fiamma (La última falla) (1940)
- Goyescas (1942)
- La copla de la Dolores (1947)

### Produttore
- L'avventuriero di Siviglia (Aventuras del barbero de Sevilla), regia di Ladislao Vajda (1954)
- Malinconico autunno, regia di Raffaello Matarazzo (1958)
- Pane, amore e Andalusia (Pan, amor y... Andalucía), regia di Javier Setó (1958)
- L'ultimo tango (Mi último tango), regia di Luis César Amadori (1960)
- Il figlio del capitan Blood, (El hijo del capitán Blood) regia di Tulio Demicheli (1962)
- Il segno di Zorro, regia di Mario Caiano (1963)
- Rapina al sole, (Par un beau matin d'été) regia di Jacques Deray (1965)
- Agente 077 dall'Oriente con furore, regia di Sergio Grieco (1965)
- La belva di Düsseldorf (Le Vampire de Düsseldorf), regia di Robert Hossein (1965)
- Una donna per Ringo (Dos pistolas gemelas), regia di Rafael Romero Marchent (1966)
- La orilla, regia di Luis Lucia (1971).